# Floreat
Floreat è un sobborgo situato nell'area metropolitana di Perth, in Australia Occidentale; esso si trova 8 chilometri ad ovest del centro cittadino ed è la sede della Città di Cambridge.